# German Müller
German Müller (* 9. Februar 1930 in Schramberg; † 21. Dezember 2007 in Heidelberg) war ein deutscher Geologe und Geochemiker. Er gilt in Deutschland als Pionier der anorganischen Umweltgeochemie.

## Biografie
Nach dem Studium der Geologie und Mineralogie in Bonn promovierte German Müller 1952 in Köln mit einem Thema zu Karbonaten in Kohleflözen. Im Anschluss war er bei verschiedenen Unternehmen im Beich der Erdölexploration beschäftigt. 1959 ging er in den Universitätsdienst, zuerst in Tübingen, nach seiner Habilitation 1961 in Heidelberg. Mit dem 1972 in Heidelberg gegründeten Institut für Sedimentforschung (später Institut für Umweltgeochemie) schuf German Müller eine Forschungseinrichtung, in der erstmals umfassend der menschliche Einfluss auf die Erdsphären untersucht wurde. Er forschte u. a. auf dem Gebiet der Schwermetallbelastung von Gewässern und Böden und veröffentlichte seine Resultate in ca. 300 wissenschaftlichen Fachartikeln.  Sein Verdienst liegt darin, das eher dröge, jedoch traditionell mit einem Heidelberger Institut bedachte, in der Forschung ausgereizte Gebiet der klassischen Geologie von fossilen Sedimenten in das weitgehend andersartige Gebiet der aktuellen Schwermetallablagerung im Wasser umzufunktionieren. Insbesondere waren die belasteten Sedimente des Neckars über längere Zeit ein Schwerpunkt seiner Forschungsarbeiten.
Als Auszeichnungen wurden German Müller u. a. im Jahr 1990 die Hans-Stille-Medaille und 1999 die Gustav-Steinmann-Medaille verliehen.